# 卫公兵法辑本
《卫公兵法辑本》是《李卫公兵法》的辑佚本。

## 题解
《李卫公兵法》又称《李靖兵法》，是由唐朝的军事家李靖所著的一部军事著作，现在已经亡佚。《卫公兵法辑本》是清朝人汪宗沂根据《通典》、《太平御览》、《武经总要》书中所引的佚文编录而成。

## 评价
此书保存了李靖军事思想的一些主要内容，为研究李靖的思想提供了很大方便。

## 版本
- 清汪宗沂《汪氏兵学三书》辑本
- 清乙未浙西村舍《汪氏兵学三书》丛刊本

## 体例
共分三卷。
1. 上——论述将领的职责和用兵方略
2. 中——论述具体战法
3. 下——介绍攻城守城的方法

## 参看
- 李靖